# جودیت چابای
جودیت چابای (به انگلیسی: Judit Csabai) (زادهٔ ۵ مارس ۱۹۷۳) شناگر اهل مجارستان است.